# Graphisoft BIM Server
Graphisoft BIM Server — программный продукт, предназначенный для организации совместной работы над Информационной Моделью Здания в среде GRAPHISOFT ARCHICAD. Групповая работа в ARCHICAD построена на клиент-серверной технологии Teamwork, в которой BIM Сервер действует в роли сервера, а ARCHICAD — в роли клиентского приложения. Подключение к BIM Серверу может осуществляться по локальной сети или через Интернет. Нагрузка на сеть существенно снижается благодаря запатентованной технологии DeltaServer, которая позволяет передавать только измененные данные, а не весь файл проекта. ARCHICAD-клиент может подключаться к проектам Teamwork, размещенным на BIM Сервере, при условии, что номер версии и сборки Сервера совпадает с номером версии и сборки ARCHICAD-клиента. Управление пользователями, правами доступа и групповыми проектами осуществляется при помощи Менеджера BIM Сервера.

## История и общий принцип работы
Первая версия Teamwork была реализована в GRAPHISOFT ARCHICAD 5.1 (1997 год) и представляла собой файловую архитектуру без серверного компонента. Эта версия существовала до выпуска ARCHICAD 13 (2009 год). Недостатки Teamwork 1.0 заключались в достаточно большой нагрузке на сеть и в необходимости предварительного определения рабочих пространств пользователей. Рабочие пространства могли резервироваться на уровне Этажей, Видов, Проекций или областей Бегущей Рамки.
Версия Teamwork 2.0, появившаяся в ARCHICAD 13 и существующая на данный момент, представляет собой клиент-серверную архитектуру, основанную на запатентованной технологии DeltaServer. Суть этой технологии заключается в том, что копия группового проекта, размещенного на BIM Сервере, загружается на компьютер пользователя только один раз (при первом подключении к проекту). При активации команд Отправки и/или Получения Изменений по сети передаются только измененные данные, а не весь проект. Резервирование рабочих пространств в Teamwork 2.0 может осуществляться поэлементно или по определяемым пользователем критериям. Например, пользователь может зарезервировать все стены, расположенные на определенном этаже и имеющие определенный тип конструкции.
Вплоть до ARCHICAD 17 интерфейс управления BIM Сервером представлял собой отдельное приложение, называвшееся Менеджер BIM Сервера. Начиная с ARCHICAD 18 управление компонентом Менеджера BIM Сервера осуществляется при помощи браузерного веб-интерфейса.
Приложение BIM Сервер может быть установлено на обычной рабочей станции. При этом компьютер, на котором установлен BIM Сервер может выполнять одновременно и роль клиента, если на нём запущено приложение ARCHICAD, подключенное к BIM Серверу.
GRAPHISOFT BIM Сервер входит в комплект поставки ARCHICAD, но для его активации требуется GRAPHISOFT ID.
В 2014 году (одновременно с ARCHICAD 18) был выпущен продукт GRAPHISOFT BIMcloud, предназначенный для крупных проектных организаций и являющийся расширенной версией GRAPHISOFT BIM Сервера с дополнительными возможностями администрирования. Кроме того, GRAPHISOFT BIMcloud поддерживает взаимодействие с мобильным приложением GRAPHISOFT BIMx.

## Менеджер BIM Сервера
Веб-интерфейс Менеджера BIM Сервера, появившийся в BIM Сервер 18, дает доступ к управлению Модулей, Проектов, Пользователей и Ролей.

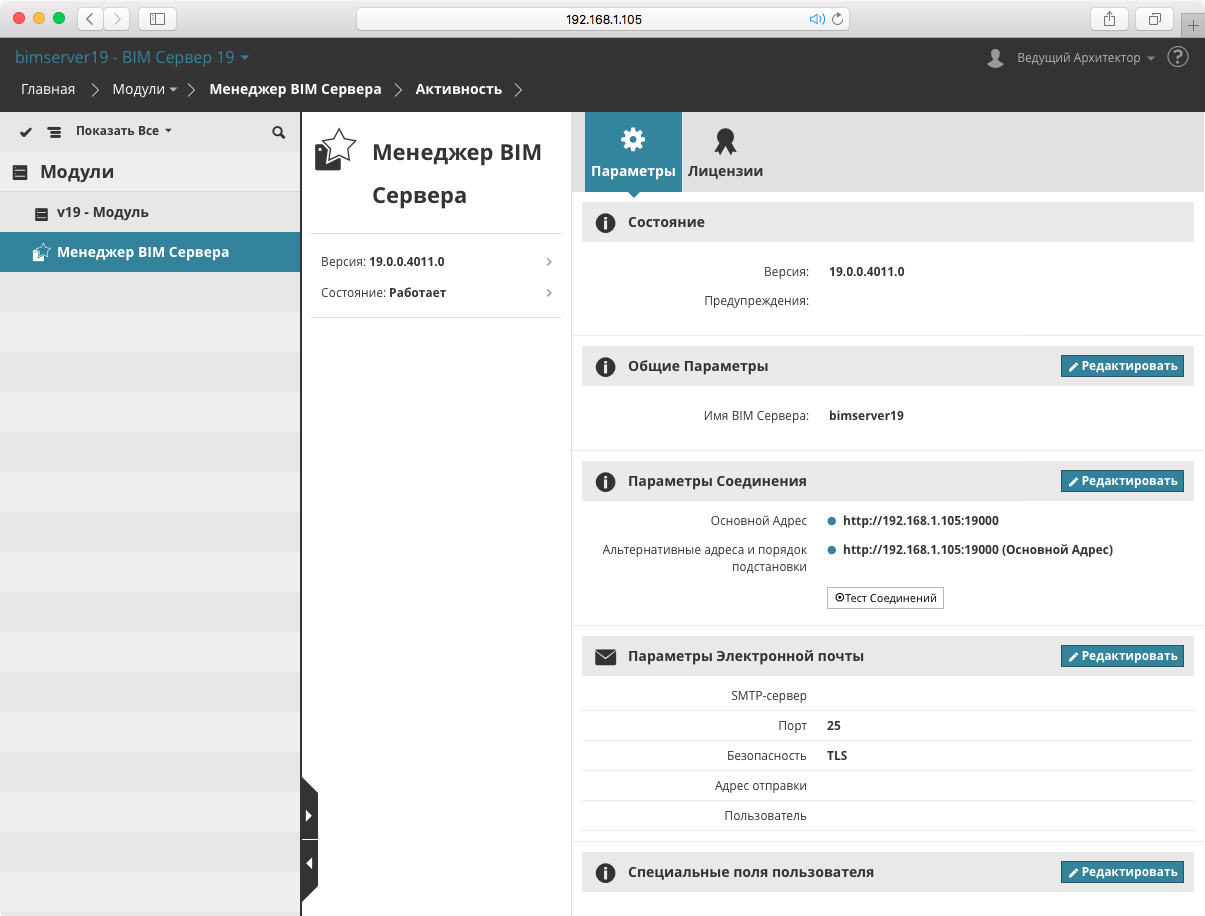
Интерфейс Менеджера BIM Сервера GRAPHISOFT

### Модули
Версии BIM Сервера представляют собой модули (например, v. 18, v. 19), отделенные друг от друга, то есть управление BIM Сервером версии 18 осуществляется отдельно от управления BIM Сервером версии 19.

### Проекты
Страница управления Проектами позволяет управлять всеми проектами, загруженными на BIM Сервер. Здесь же находятся вкладки, Импорта/Экспорта, Резервного Копирования, Восстановления проектов, Активности пользователей и Доступа к проектам.
GRAPHISOFT BIMcloud поддерживает многоуровневую иерархию папок проектов.

### Пользователи
На странице управления Пользователями собраны команды Создания, Удаления, Импорта, Экспорта, Блокировки учетных записей и Принудительного Отключения пользователей от проектов. Учетные записи Пользователей могут объединяться в логические группы.
Пользователям могут назначаться права администрирования BIM Сервера:
- Администратор Сервера
- Администратор Проекта

### Роли
Роли представляют собой наборы прав и действий, разрешенных пользователям.
- По умолчанию в BIM Сервере присутствуют следующие Роли:
- Ведущий Архитектор — может редактировать любые элементы проектов;
- Архитектор — может редактировать большинство элементов, но без возможности редактирования реквизитов;
- Чертежник — ограниченные права редактирования;
- Наблюдатель — дает только право просмотра проекта без возможности внесения каких-либо изменений.

Помимо прав, определяемых Ролями, для Пользователей можно настраивать индивидуальные права в рамках отдельных Проектов.

### Библиотеки
Страница Библиотек позволяет размещением библиотек на хост-сервере. Все остальные действия (Загрузка, Удаление, Обновление Библиотек) выполняются в среде ARCHICAD.

### Подключение к BIM Серверу
Подключение к BIM Серверу может осуществляться как по локальной сети, так и через Интернет. BIM Сервер поддерживает протоколы http и https.
При настройке BIM Сервера можно задать основной и альтернативные адреса подключения, а также правила их подстановки. Таким образом подключение к Серверу внутри защищенной сети (в пределах офиса) может осуществляться по протоколу http (или по имени компьютера), а при удаленном подключении через Интернет автоматически выбирается протокол безопасной передачи данных https.
Основное условие подключения к ARCHICAD-клиента к BIM Серверу заключается в необходимости совпадения номеров версий и сборки обоих компонентов.

## Групповые Проекты в среде ARCHICAD
В среде ARCHICAD присутствует отдельный набор инструментов, предназначенных для использования функций Teamwork.
Редактирование элементов и реквизитов Информационной Модели Здания возможно только после их резервирования, которое осуществляется «на лету».
В ARCHICAD присутствует встроенная система обмена Мгновенными Сообщениями, которая позволяет запрашивать и предоставлять элементы проекта, а также выполнять иные факультативные задачи.
Рабочие пространства пользователей могут отображаться с использованием различных цветов, которые облегчают понимание статуса резервирования элементов проекта.